# Idioma bereber ghomari
El bereber de Ghomara es una lengua bereber septentrional (rama del Atlas) hablado por unas 10 mil personas del grupo étnico ghomara, cerca de Tetuán y Chauen. El bereber de Ghomara se habla la frontera oeste del Rif en Marruecos. Se habla en al menos el pueblo de Amtiqan y su vecindad inmediata, justo al oeste de Oued Ouringa, y todavía es enseñado como lengua habitual a los niños de esa región. Sin embargo, únicamente lo habla una pequeña minoría de los ghomara, incluso en 1931, sólo una de las ocho tribus ghomaris, los Beni Bu Zra, continuaba hablándolo.

## Descripción lingüística
Lingüísticamente, tiene una gran similitud con el sanhaŷa de Srair hablado en los alrededores de Ketama, pero es difícil de entender para un hablante de rifeño.
Algunas características típicas que muestran la diferencia con el rifeño, son el uso de la proposición dar en lugar de la preposición del rifeño ghar, la terminación de femenino plural en -an en lugar de -in y la ausencia de espirantización en posición inicial de palabra.